# Saint-Michel-en-Beaumont
Saint-Michel-en-Beaumont este o comună în departamentul Isère din sud-estul Franței. În 2009 avea o populație de 36 de locuitori.

## Evoluția populației
| An        | 1975 | 1982 | 1990 | 1999 | 2006 | 2009 |
| --------- | ---- | ---- | ---- | ---- | ---- | ---- |
| Populație | 55   | 48   | 30   | 30   | 35   | 36   |